# Vingrom
Vingrom är en tätort i Lillehammers kommun i Innlandet fylke i sydöstra Norge. Orten ligger där Europaväg 6 möter fylkesväg 250 och fylkesväg 2518, på den västra sidan av sjön Mjøsa. Norr om tätorten ligger Vingroms kyrka.
Tidigare har orten tillhört dåvarande Fåbergs kommun.